# ティエンザン省
ティエンザン省（ティエンザンしょう、ベトナム語：Tỉnh Tiền Giang / 省前江  発音、中部と南部の方言から「ティエンジャン」とも）は、ベトナムのかつての省。メコン・デルタ地帯に位置し、東はホーチミン市、南シナ海に接している。
2025年、ドンタップ省に統合された。

## 隣接行政区画
- ベンチェ省
- ヴィンロン省
- ドンタップ省
- ロンアン省
- ホーチミン市

## 行政区画
ティエンザン省は、以下の行政単位に区分される。
- 市（Thành phố / 城庯）
  - ミトー（Mỹ Tho / 美湫）
  - ゴーコン（Gò Công / 塸䲲）
- 市社（Thị xã / 市社）
  - カイライ（Cai Lậy / 該禮）
- 県（Huyện / 縣） 
  - カイベー県（Cái Bè / 丐𦨭）
  - ゴーコンドン県（Gò Công Đông / 塸䲲東）
  - ゴーコンタイ県（Gò Công Tây / 塸䲲西）
  - チョーガオ県（Chợ Gạo / 𢄂𥺊）
  - チャウタイン県（Châu Thành / 周城）
  - タンフオック県（Tân Phước / 新福）
  - カイライ県（Cai Lậy / 該禮）
  - タンフードン県（Tân Phú Đông / 新富東）